# 能登島ガラス工房
能登島ガラス工房（のとじまガラスこうぼう）は、石川県七尾市能登島に所在するガラス工房である。道の駅のとじまに隣接する。

## 概要
1984年7月、当時日本唯一のガラス専門学校であった「東京ガラス工芸研究所」の分校として設立された。能登島では1982年4月に能登島大橋が開通したことから、離島振興法の適用対象から除外され、新たな核が必要な状況にあった。一方1983年4月には島内の小学校4校が能登島小学校に統合され、統合元の空校舎の活用も課題となっていた。こうした中、津幡町出身の陶芸家が廃校舎に陶房「能登島焼案山子窯」を開設した。この頃能登島町は東京ガラス工芸研究所が工房を作れる場所を探しているという情報を県を通じて入手、誘致活動を行った結果、陶房に隣接する空き校舎にガラス工房の設置が決まった。ヴェネツィアン・グラスが作られているのがムラノ島という島であることも立地の決め手となったという。
1986年10月には有限会社として独立した。工房を主宰する由水常雄の提言で能登島ガラス美術館も作られた。
毎年の夏期には「のと風鈴」と呼ばれる風鈴を年間1000個近く作っている。

## 交通アクセス
鉄道
JR西日本七尾線及びのと鉄道七尾線：和倉温泉駅下車、車で15分。
バス
能登島交通曲線：「美術館前」下車、徒歩すぐ。